# Rödflikvipa
Rödflikvipa (Vanellus indicus) är en asiatisk fågel i familjen pipare inom ordningen vadarfåglar.

## Utseende
Rödflikvipan är en relativt stor vipa med en kroppslängd på 32-25 centimeter. Arten har en unik kombination av långa, gula ben samt svart strupe, hätta, nacke och bröstmitt men vita bröstsidor. I flykten syns ett svart tvärband mitt på den vita stjärten. Typiskt är också röd orbitalring, näbbrot och tygel. Ryggen är ofläckat jordbrun.
Hos underarten atronuchalis (som föreslagits utgöra en egen art) möts den svarta strupen och nacken så att huvudet är helsvart så när som på en vit kindfläck.

## Läten
Från rödflikvipan hörs gnissliga och riviga "kri" och "krik" som dras ut i ett tärnlikt tjattrande.

## Utbredning och systematik
Rödflikvipa delas in i fyra underarter med följande utbredning:
- Vanellus indicus aigneri – förekommer från sydöstra Turkiet till Pakistan
- Vanellus indicus indicus – förekommer i östra Pakistan, Indien, Nepal och Bangladesh
- Vanellus indicus lankae – förekommer på Sri Lanka
- Vanellus indicus atronuchalis – förekommer från nordöstra Indien och Myanmar till Vietnam och Malackahalvön

Arten har även påträffats i Jordanien och Israel, och 14 maj 2019 sågs arten för första gången i Europa, i Kroatien. Troligen var det samma individ som senare under juni även sågs i Belgien, Tyskland och Nederländerna.

## Ekologi
Arten förekommer i öppna områden nära sötvatten eller bräckvatten, i alltifrån flodbanter, gräsmarker, stora trädgårdar och åkrar till öppen skog, ruderatmark och till och med områden med gräs utmed vägar. Den ses i låglänta områden upp till 1.800 meters höjd i Sri Lanka och åtminstone 2.300 meters höjd i Himalaya. Den lägger tre till fyra ägg under vår eller sommar beroende på område, i en grund grop i marken, oftast nära vatten. Arten livnär sig av skalbaggar och andra insekter, men också mollusker, kräftdjur och maskar.

## Status och hot
Arten har ett stort utbredningsområde och en stor population med okänd utveckling. Utifrån dessa kriterier kategoriserar IUCN arten som livskraftig (LC). Världspopulationen uppskattas till mellan 50.000 och 60.000 individer, varav det i Europa tros häcka 50-100 par.

## Bilder

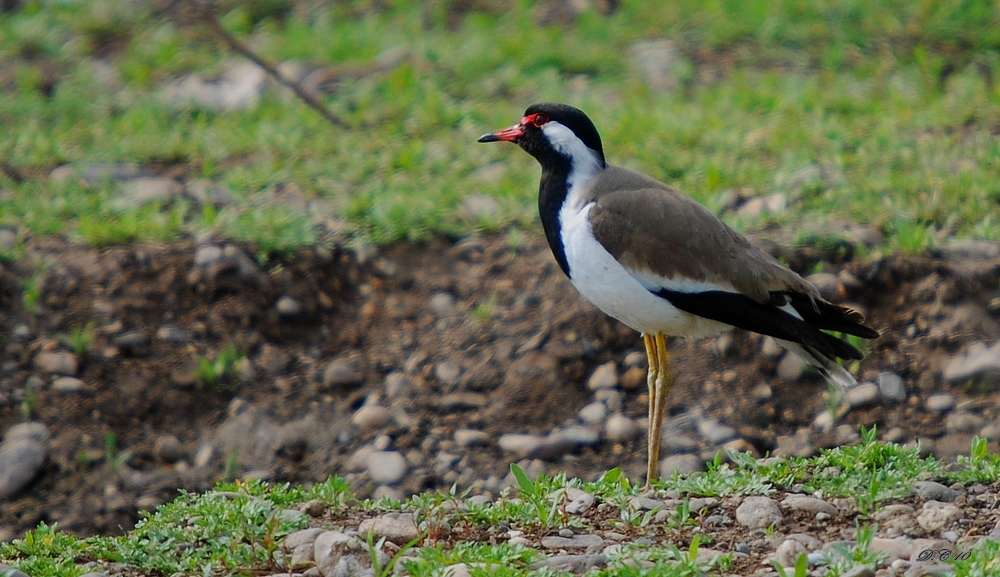
V. i. aigneri i Turkiet
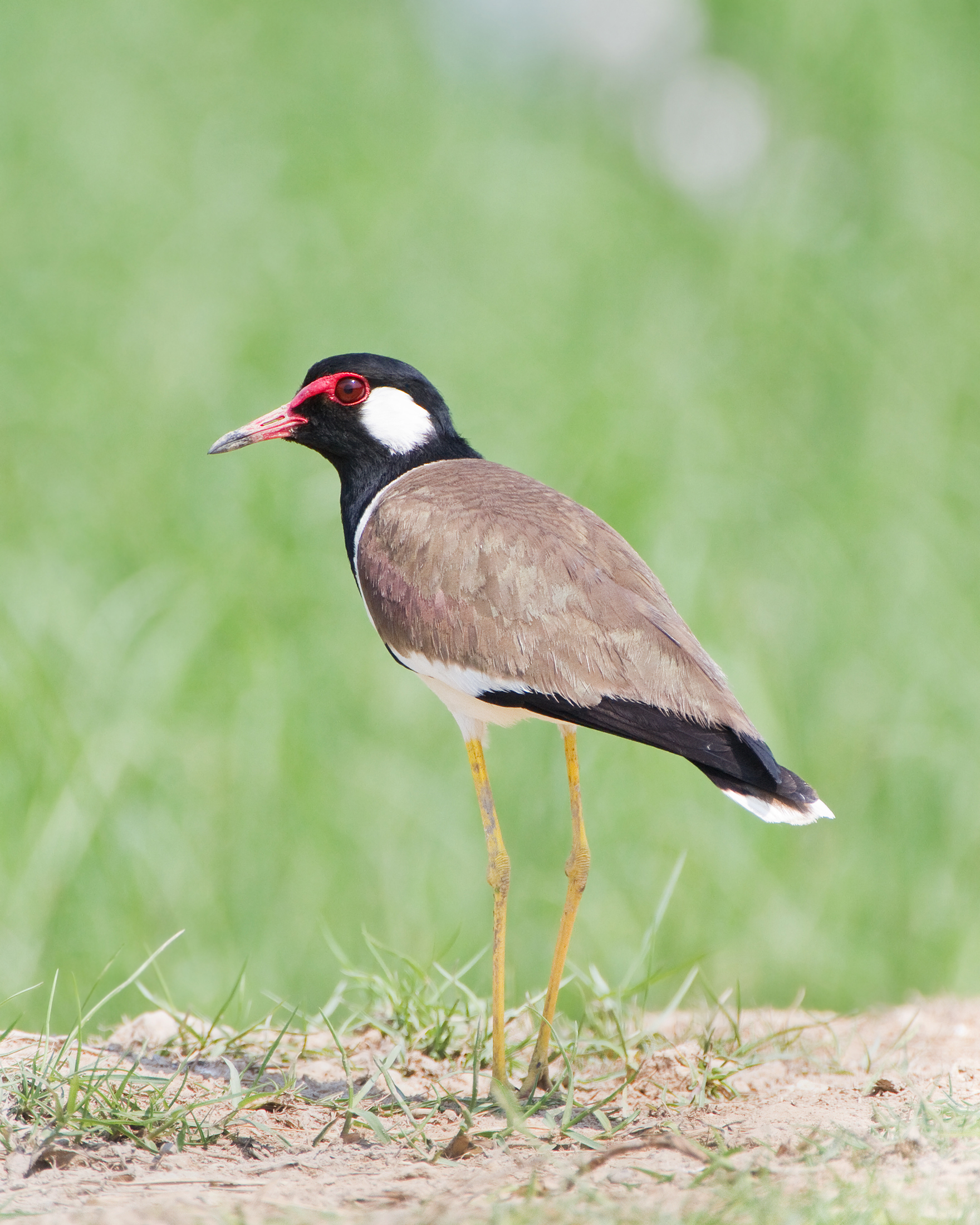
V. i. atronuchalis
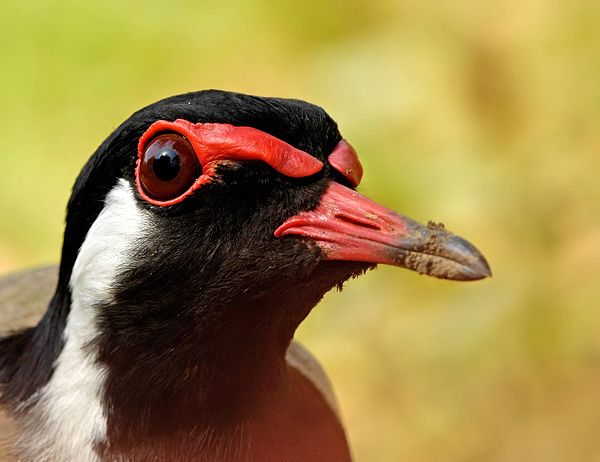
Närbild av de köttiga röda karunklerna
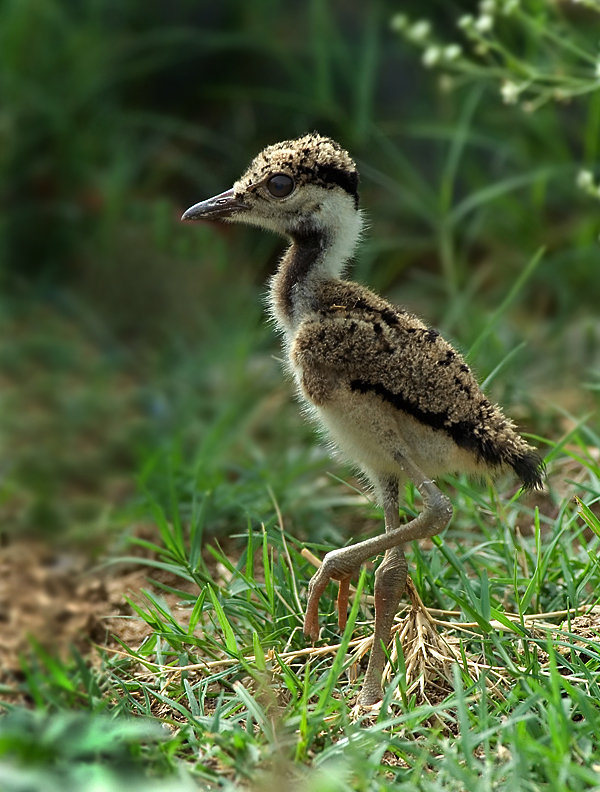
Dununge
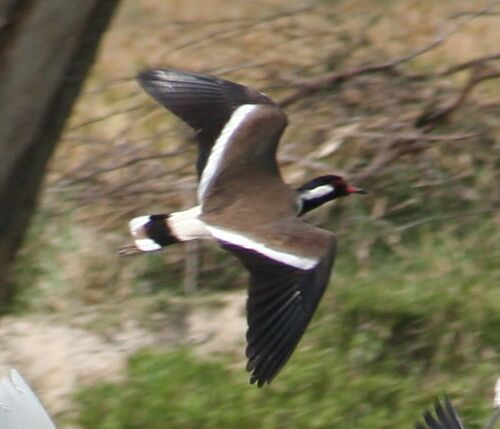
Notera de karaktäristiska vita vingbanden och det breda svarta bandet på stjärten
- Rödfflikvipans läte
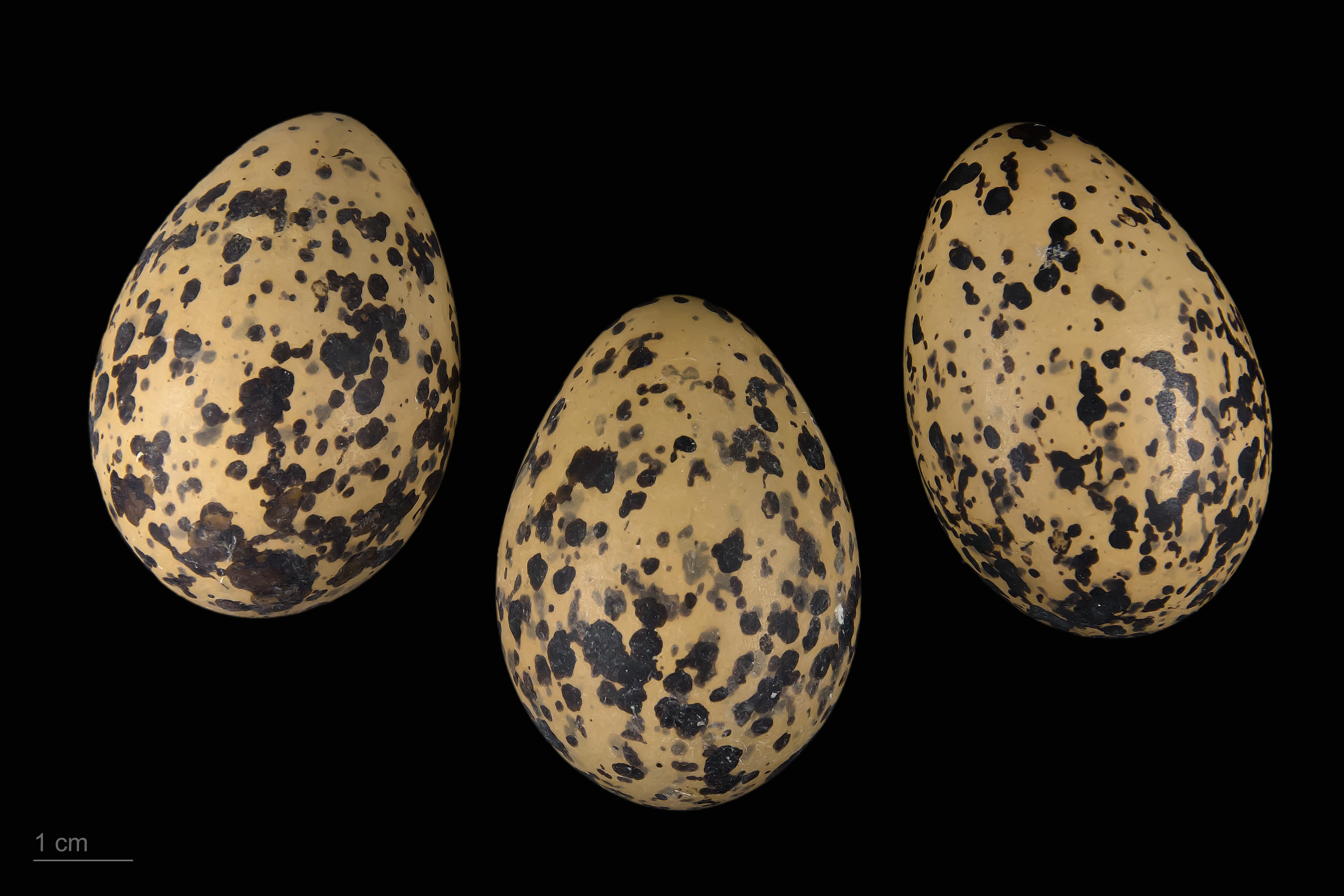
Ssp aigneri -Museum specimen - Karachi, Pakistan